# Bogdana, Vaslui
Bogdana là một xã thuộc hạt Vaslui, România. Dân số thời điểm năm 2002 là 1866 người.